# David B. Haight

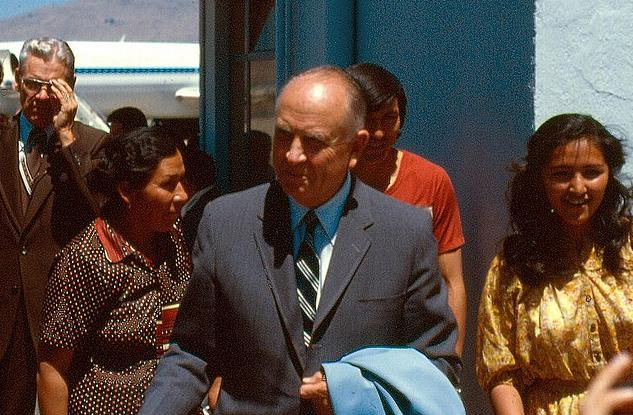
David B. Haight (1979)

David Bruce Haight (* 2. September 1906 in Oakley, Idaho; † 31. Juli 2004) war ein Apostel der Kirche Jesu Christi der Heiligen der Letzten Tage und gehörte von 1976 bis zu seinem Tod dem Kollegium der Zwölf Apostel an.

## Leben
Haight wuchs als Sohn von Hector C. und Clara Tuttle Haight zusammen mit mehreren Geschwistern in Oakley, Idaho auf. Der mormonische Pionier Horton D. Haight war sein Großvater. Als er neun Jahre alt war, starb sein Vater. Haight besuchte die Oakley High School und die Albion State Normal School in Idaho. Haight studierte von 1925 bis 1928 an der Utah State University in Logan. Haight wurde nun im Einzelhandel tätig. Angefangen im Keith O’Brien Kaufhaus in Salt Lake City, brachte ihn seine weitere Karriere in verschiedene Bundesstaaten, zuletzt nach Palo Alto in Kalifornien, wo er Manager von 25 Kaufhäusern von Montgomery Ward wurde. 1943 wurde er in U.S. Navy einberufen. Nach dem Ende des Zweiten Weltkrieges wurde er erneut für Montgomery Ward tätig. Diesmal in Chicago, Illinois, wo er nun als Manager für 165 Geschäfte zuständig war. 1949 kehrte er nach Palo Alto und gründete sein eigenes Einzelhandelsunternehmen. Als erfolgreicher Geschäftsmann wurde er schließlich zum Bürgermeister der Stadt gewählt und übte dieses Amt von 1959 bis 1963 aus. Als David O. McKay, der 9. Präsident der Kirche Jesu Christi der Heiligen der Letzten Tage, ihn zum Missionpräsidenten der mormonischen Mission in Schottland bestimmte, trat Haight von seinem Amt als Bürgermeister zurück. Dreieinhalb Jahre später kehrte er in die Vereinigten Staaten zurück und wurde in der Verwaltung der Brigham Young University aktiv. Weitere drei Jahre später, wurde er im April 1970 zum Assistenten des Kollegiums der Zwölf Apostel berufen. Dieses Amt bekleidete er bis zum Januar 1976, als er von Spencer W. Kimball, dem 12. Präsident der Kirche, zum Apostel der Kirche Jesu Christi der Heiligen der Letzten Tage und somit zum Mitglied des Kollegiums der Zwölf Apostel berufen wurde. Haight rückte damit für den verstorbenen Apostel Hugh B. Brown nach. 
Haight war seit 1930 verheiratet. Aus der Ehe gingen drei Kinder, zwei Söhne und eine Tochter hervor. Im August 1998 erhielt er die Ehrendoktorwürde der Brigham Young University.